# Корнелис Врум
 Корнелис Хендрис Врум (на нидерландски: Cornelis Hendriksz Vroom) е холандски художник от Златния век на холандското изкуство. Според Холандския институт по история на изкуството Врум е син на художника Хендрик Корнелис Врум, по-големият брат на Фредерик и Якоб, и баща на Якоб Корнелис Врум. Става член на Харлемската гилдия на св. Лука през 1634 г. Също като баща си, Корнелис Врум е най-добър в пейзажите и морските сцени.
- „Холандски кораби нападат испански галери край английския бряг, 3 октомври 1602“ (1617), Риксмусеум, Амстердам, Холандия
- „Пейзаж с естуар“ (ок. 1638), Музей „Франс Халс“, Харлем, Холандия
- „Момичета с техните животни“ (1646), частна колекция
- „Пейзаж с ловци“ (1628 – 1630), Музей и библиотека „Чарториски“, Краков, Полша

|  | Тази страница частично или изцяло представлява превод на страницата Cornelis Vroom в Уикипедия на английски. Оригиналният текст, както и този превод, са защитени от Лиценза „Криейтив Комънс – Признание – Споделяне на споделеното“, а за съдържание, създадено преди юни 2009 година – от Лиценза за свободна документация на ГНУ. Прегледайте историята на редакциите на оригиналната страница, както и на преводната страница, за да видите списъка на съавторите. ВАЖНО: Този шаблон се отнася единствено до авторските права върху съдържанието на статията. Добавянето му не отменя изискването да се посочват конкретни източници на твърденията, които да бъдат благонадеждни. |